# Un día ayer
«Un día ayer» es la novena canción del álbum Audiovisión del cantante chileno Gepe. La canción salió como segundo sencillo en el 2010.

## Personal
- Gepe: Voz, guitarra, teclado y percusión.
- Pedropiedra: Bajo eléctrico
- Felicia Morales: Chelo

## Video musical
El video fue dirigido por Luciano Rubio y participan Gepe, Valeria Jara y Begoña Ugalde.
Ficha técnica
- Dirección: Luciano Rubio
- Cámara: Piola Ávalos
- Dirección de arte: Nicolás Oyarce
- Montajista: Dary Chaparro
- Maquillaje: Carmen Botinelli

El lanzamiento del video fue el 6 de diciembre de 2010 y hasta la fecha cuenta con más de 1.000.000 reproducciones en YouTube.

## Listas musicales
Anuales
| Año  | Lista                                               | Posición |
| ---- | --------------------------------------------------- | -------- |
| 2011 | Radio Cooperativa: 108 canciones de los 30 chilenos | 93       |

Semanales
| Año  | Lista                          | Posición | Semanas |
| ---- | ------------------------------ | -------- | ------- |
| 2010 | Radio Cooperativa: 30 Chilenos | 23       | 5       |